# Josip Zdolšek
Josip Zdolšek, slovenski pravnik, * 15. januar 1876, Ponikva, † 4. januar 1932, Vransko.

## Življenje in delo
Rodil se je v družini gostilničarja v Ponikvi pri Šentjurju. Ljudsko šolo je obiskoval v rojstnem kraju, gimnazijo v Celju, ter študiral pravo v Gradcu. Po končanem študiju je sodno prakso opravljal v Celju, nato delal pri okrajnem sodišču v Gornjem Gradu in Mariboru. Leta 1911 je bil imenovan za okrajnega sodnika in sodnega predstojnika na Vranskem, dobil naziv sodnega svetnika in tu služboval do smrti.
V do tedaj nemško uradovanje na sodišču na Vranskem je uvedel slovenščino in sploh ščitil slovenske interese. Bil je znan kot izvrsten pravnik. Leta 1925 je objavil razpravi: O potrebi, da se dopolni cesarski ukaz o obnavljanju in popravljanju mej in  Kolizija med predpisi o službenih pogodbah med gospodarji.